# Per te (Amalia Grè)
Per te è il secondo album della cantante italiana jazz Amalia Gré.

## Descrizione
L'album, pubblicato nel febbraio 2006, contiene 10 inediti (di cui uno in inglese) e quattro cover: Smile, Moon River, Quanto t'ho amato e We Have All the Time in the World.
Come per il precedente lavoro la copertina dell'album è un disegno digitale creato dalla stessa Grè.
L'anno seguente il disco viene rieditato con l'aggiunta del brano Amami per sempre, presentato in gara al Festival di Sanremo 2007, e la cover "Raggio di sole". Inoltre, sugli store digitali, viene resa disponibile a "Sweet surrender" la versione originale in lingua inglese della canzone sanremese.

## Tracce

### Versione originale
1. Angel my love (Amalia Grè)
2. Giardino Multirazziale (Amalia Grè)
3. Avvolgimi amore (Amalia Grè)
4. Quanto t'ho amato (Roberto Benigni, Nicola Piovani, Vincenzo Cerami)
5. Forte respiro (Amalia Grè)
6. Venere (Amalia Grè)
7. Give Me More Time (Amalia Grè)
8. Smile (Charlie Chaplin)
9. Peonia (Amalia Grè)
10. Armonafrica televisiva (Amalia Grè, Marco De Filippis)
11. S.H.A. (Marco De Filippis)
12. Moon River (Henry Mancini, Johnny Mercer)
13. Ascoltami (Amalia Grè)
14. We Have All the Time in the World (John Barry, Hal Davi)

### Ristampa
1. Amami per sempre (Amalia Grè, Michele Ranauro, Paola Palma)
2. Give Me More Time (Amalia Grè)
3. Moon River (Henry Mancini, Johnny Mercer)
4. Peonia (Amalia Grè)
5. Ascoltami (Amalia Grè)
6. Smile (Charlie Chaplin)
7. Armonafrica televisiva (Amalia Grè)
8. Giardino Multirazziale (Amalia Grè, Marco De Filippis)
9. Angel my love (Amalia Grè)
10. Venere (Amalia Grè)
11. S.H.A. (Marco De Filippis)
12. We Have All the Time in the World (John Barry, Hal Davi)
13. Avvolgimi amore (Amalia Grè)
14. Forte respiro (Amalia Grè)
15. Quanto t'ho amato (Roberto Benigni, Nicola Piovani, Vincenzo Cerami)
16. Raggio di sole (Francesco De Gregori)

## Formazione
- Amalia Grè - voce
- Tsuyoshi Niwa - sax soprano
- Giulio Del Prato - tastiere
- Yoshiki Miura - chitarra
- Michele Ranauro - pianoforte
- Marco De Filippis - basso
- Sylvia Quenca - batteria
- Reese Carr - batteria
- Riccardo Biseo - piano
- Hagi Anadi Mishra - percussioni
- Øystein Fosshagen - violino
- Vebjørn Stuksrud - violino
- Berend Mulder - viola
- Siri Hilmen - violoncello
- Federico Soliani - trombone
- Davide Bertolini - back vocals

## Classifiche
Versione originale
| Classifica (2006) | Posizione massima |
| ----------------- | ----------------- |
| Italia            | 25                |

Ristampa
| Classifica (2007) | Posizione massima |
| ----------------- | ----------------- |
| Italia            | 30                |